# Manuel Allendesalazar
Manuel Allendesalazar y Muñoz de Salazar, né à Guernica le 4 août 1856 et mort à Madrid le 17 mai 1923, est un ingénieur et homme d'État espagnol.

## Biographie
Il fut ministre du Budget durant la régence de Marie-Christine d'Autriche et président du conseil des ministres, ministre de l'Instruction publique et des Beaux-arts, de l'Agriculture, Industrie, Commerce et Travaux publics, de l'Intérieur, des Affaires étrangères, de l'Équipement et de la Marine sous le règne d'Alphonse XIII.